# Waldsteinberg
Waldsteinberg ist ein von Wald umgebener Ortsteil der Stadt Brandis im Landkreis Leipzig, Sachsen. Das Dorf liegt am Westhang des Kohlenberges und wird von der Faulen Parthe durchflossen.
Bis zur Wende im Jahr 1989 gab es ca. 350 Einwohner in dieser Streusiedlung. Zum 30. Juni 2008 wohnten im Dorf 920 Menschen. Der Ort war bis zur Eingemeindung 1929 ein Teil des Ortes Cämmerei.
Waldsteinberg hat eine gute Anbindung an die Bundesautobahn 14 nach Leipzig. Die Staatsstraße 43 führt durch den Ort. Es gibt viele Steinbrüche und Badeseen in Ortsnähe. Im örtlichen Steinbruch wurden die Steine für das Völkerschlachtdenkmal in Leipzig gebrochen.

## Persönlichkeiten, die in Waldsteinberg gelebt haben
- Johannes Brauer (1905–1992), Maler, Grafiker und Plastiker